# Federico Turrini
Federico Turrini (Livorno, 21 luglio 1987) è un ex nuotatore italiano.
È stato il capitano della Nazionale italiana di nuoto dal 2017 al 2021, quando ha annunciato il suo ritiro.

## Biografia
Si è laureato con lode a Pisa, in Economia e Legislazione dei Sistemi Logistici.

## Carriera
Mistista, ha ottenuto i suoi migliori risultati nei 200 metri in campo nazionale vincendo cinque titoli italiani, e nei 400 metri nelle gare internazionali, vincendo le sue due medaglie in quella distanza. Ha partecipato alle Olimpiadi di Londra 2012 e Rio 2016.
È stato convocato in nazionale nel 2005 ed ha partecipato sia agli europei giovanili di quell'anno che a quelli in vasca corta a Trieste. Ha vinto la sua prima medaglia internazionale nel 2007 alle Universiadi di Bangkok in Thailandia.
Nell'ottobre 2007 vince due medaglie ai campionati mondiali militari di Hyderabad, ma nel corso degli stessi viene trovato "non negativo" ad un controllo antidoping. L'anno successivo viene squalificato per due anni, gli sono stati tolti i titoli vinti in India e rimase escluso dai Giochi olimpici di Pechino, evento al quale si era qualificato in quell'anno dopo aver vinto i suoi primi titoli nei 200 m misti.
Nel 2010 ha vinto tre titoli nazionali nei 200 m misti ed è stato convocato agli europei di Budapest; nel novembre di quell'anno ai campionati europei in vasca corta di Eindhoven è tornato su un podio importante vincendo il Bronzo nella gara dei 400 m misti. Il mese successivo ha partecipato ai mondiali in vasca corta di Dubai non superando le qualificazioni nelle gare dei misti.
Il 22 giugno 2012 viene convocato per i Giochi olimpici di Londra per gareggiare nei 200 e 400 misti.
Ai Campionati Assoluti Primaverili svoltisi a Riccione nell'aprile 2013 vince 3 ori (200 m dorso, 200 m misti, 400 m misti) e guadagna la qualificazione ai Mondiali di Barcellona sui 200 m e i 400 m misti.
Nel 2014 partecipa ai Campionati europei di nuoto di Berlino dove accede con il terzo tempo alla finale dei 400 misti. Il giorno seguente vince la medaglia di bronzo nella finale completando la gara con un crono di 4.14.15 conquistando così la sua prima medaglia in una competizione europea in vasca lunga.
Nel 2016 partecipa ai Campionati europei di nuoto a Londra gareggiando in due gare, nei 200 metri misti e nei 400 metri misti. Centra in entrambe le occasioni la finale posizionandosi quinto nella prima e terzo nella seconda aggiudicandosi così la medaglia di bronzo con un tempo di 4.14.74 confermando il risultato già ottenuto nella precedente edizione.
Nel dicembre 2017 viene nominato capitano della nazionale di nuoto durante i campionati europei di Copenaghen, carica che manterrà anche durante i campionati europei di Glasgow 2018.

## Palmarès
| Giochi olimpici                | ---                      | 200 m misti             | 400 m misti             | ---                    |
| 2012 Londra Regno Unito        | ---                      | 20º in batteria 2'00"63 | 19º in batteria 4'17"22 | ---                    |
| Campionati del mondo           | ---                      | 200 m misti             | 400 m misti             | ---                    |
| 2011 Shanghai Cina             | ---                      | 31º in batteria 2'04"35 | 19º in batteria 4'19"50 | ---                    |
| 2013 Barcellona Spagna         | ---                      | 19º in batteria 2'00"02 | 10º in batteria 4'15"96 | ---                    |
| Campionati europei             | ---                      | 200 m misti             | 400 m misti             | ---                    |
| 2010 Budapest Ungheria         | ---                      | 27º in batteria 2'04"93 | 15º in batteria 4'23"06 | ---                    |
| 2012 Debreceen Ungheria        | ---                      | 8º in finale 2'02"50    | 15º in batteria 4'22"35 | ---                    |
| 2014 Berlino Germania          | ---                      | 6º in finale 2'00"44    | Bronzo 4'14"15          | ---                    |
| 2016 London Regno Unito        | ---                      | 4º in finale 2'00"28    | Bronzo 4'14"74          | ---                    |
| Mondiali in vasca corta        | 100 m misti              | 200 m misti             | 400 m misti             | ---                    |
| 2010 Dubai Emirati Arabi Uniti | squalificato in batteria | 21º in batteria 1'57"39 | 13º in batteria 4'09"04 | ---                    |
| Europei in vasca corta         | 100 m misti              | 200 m misti             | 400 m misti             | ---                    |
| 2005 Trieste Italia            | ---                      | 15º in batteria 2'00"53 | 13º in batteria 4'14"83 | ---                    |
| 2010 Eindhoven Paesi Bassi     | 12º in semifinale 54"83  | 5º 1'56"44              | Bronzo 4'05"24          | ---                    |
| 2011 Stettino Polonia          | 12º in semifinale 54"65  | 7º 1'57"22              | 5º 4'07"22              | ---                    |
| 2012 Chartres Francia          | 12º in semifinale 54"38  | 7º 1'56"22              | 6º 4'07"11              | ---                    |
| 2013 Herning Danimarca         | ---                      | ---                     | Bronzo 4'03"94          | ---                    |
| Universiadi                    | ---                      | 200 m misti             | 400 m misti             | ---                    |
| 2007 Bangkok Thailandia        | ---                      | 6º 2'01"73              | Bronzo 4'19"96          | ---                    |
| Giochi del Mediterraneo        | 200 m dorso              | 200 m misti             | 400 m misti             | 4×200 m st. libero     |
| 2013 Mersin Turchia            | Argento: 1'59"72         | Oro: 1'59"35            | Argento: 4'19"96        | Oro: 7'19"39 frazione: |
| 2018 Tarragona Spagna          | ---                      | ---                     | Oro: 4'16"37            | ---                    |
| Europei giovanili              | ---                      | 200 m misti             | 400 m misti             | ---                    |
| 2005 Budapest Ungheria         | ---                      | 10º in batteria 2'07"58 | 4º 4'26"89              | ---                    |

### Campionati italiani
38 titoli individuali e 1 in staffetta, così ripartiti:
- 20 nei 200 m misti
- 17 nei 400 m misti
- 1 nei 200 m dorso
- 1 nella staffetta 4×50 m mista

nd = non disputata
| Anno | Edizione    | misti 100 m | misti 200 m | misti 400 m | mista 4×50 m | mista 4×100 m | dorso 200 m | mista 4×200 m |
| ---- | ----------- | ----------- | ----------- | ----------- | ------------ | ------------- | ----------- | ------------- |
| 2005 | Invernali   | -           | -           | 3           | -            | nd            | nd          |               |
| 2006 | Primaverili | nd          | -           | 2           | nd           | 3             | -           |               |
| 2006 | Estivi      | nd          | 3           | 3           | nd           | -             | nd          |               |
| 2006 | Invernali   | -           | 2           | 3           | nd           | nd            | -           |               |
| 2007 | Primaverili | nd          | 3           | 2           | nd           | 2             | nd          |               |
| 2007 | Estivi      | nd          | 3           | 3           | nd           | 2             | nd          |               |
| 2008 | Primaverili | nd          | 1           | 3           | nd           | 3             | nd          |               |
| 2008 | Estivi      | nd          | 1           | 2           | nd           | -             | nd          |               |
| 2010 | Primaverili | nd          | 1           | 2           | nd           | -             | nd          |               |
| 2010 | Estivi      | -           | 1           | 2           | nd           | nd            | nd          |               |
| 2010 | Invernali   | 2           | 1           | 1           | 1            | nd            | nd          |               |
| 2011 | Primaverili | -           | 1           | 1           | nd           | -             | nd          |               |
| 2011 | Estivi      | 3           | 1           | 1           | -            | nd            | nd          |               |
| 2011 | Invernali   | nd          | 1           | 2           | nd           | 2             | nd          |               |
| 2012 | Primaverili | -           | 1           | 1           | nd           | -             | 3           |               |
| 2012 | Invernali   | -           | 1           | 1           | nd           | -             | -           |               |
| 2013 | Primaverili | -           | 1           | 1           | nd           | -             | 1           |               |
| 2013 | Invernali   | -           | 1           | 1           | nd           | 2             | -           |               |
| 2014 | Primaverili | -           | 1           | 1           | nd           | 3             | -           | 3             |
| 2014 | Estivi      | -           | 1           | 1           | nd           | nd            | -           | nd            |
| 2014 | Invernali   | -           | 1           | 1           | nd           | 3             | -           |               |
| 2015 | Primaverili | -           | 1           | 1           | nd           | -             | -           | -             |
| 2015 | Invernali   | -           | 1           | 1           | nd           | -             | -           | -             |
| 2016 | Primaverili | -           | 1           | 1           | nd           | -             | -           | -             |
| 2016 | Invernali   | -           | 1           | 1           | nd           | -             | -           | -             |
| 2017 | Primaverili | -           | 1           | 1           | nd           | -             | -           | -             |
| 2017 | Invernali   | -           | 3           | 1           | -            | -             | -           | -             |
| 2018 | Primaverili | -           | 2           | 1           | nd           | -             | -           | -             |
| 2019 | Primaverili | -           | -           | 2           | -            | -             | -           | -             |
| 2019 | Invernali   | -           | -           | 3           | -            | -             | -           | -             |
| 2020 | Estivi      | -           | -           | 3           | -            | -             | -           | -             |
| 2020 | Invernali   | -           | -           | 2           | -            | -             | -           | -             |
| 2021 | Primaverili | -           | -           | 3           | -            | -             | -           | -             |

## Curiosità
Nel 2019 si candida per il consiglio comunale di Livorno (sua città natale) per la lista civica "Casa Livorno", in appoggio al candidato sindaco Luca Salvetti. 